# Región Occidental (Ghana)
La Región Occidental de Ghana incluye la gran ciudad de Sekondi-Takoradi en la costa, la zona costera de Axim y la zona montañosa incluyendo Elubo, que llega hasta la frontera con la Costa de Marfil al oeste y hasta la Región Central al este. 
La región es la más lluviosa del país, con verdes montañas y suelos fértiles. Existen numerosas  minas de oro de diverso tamaño. La cultura está dominada por la rama nzema de la cultura akan. Los principales idiomas son el fante, el nzema y el inglés. La religión es predominantemente cristiana con cultos fetiches tradicionales.
Los principales ríos son el Ankobra, el Pra al este y el Tano que limita parcialmente la región por el oeste. Hay en sus costas una impresionante cantidad de fortificaciones  portuguesas, neerlandesas, británicas y escandinavas en la costa, construidas desde 1512. Incluye el extremo occidental de su litoral, el Cabo Tres Puntas.

## Distritos
- Ahanta Oeste
- Aowin
- Bia Este
- Bia Oeste
- Bodi
- Ellembelle
- Jomoro
- Juabeso
- Mpohor
- Nzema Este
- Prestea/Huni Valley
- Sefwi Akontombra
- Sefwi Bibiani-Ahwiaso Bekwai
- Sefwi Wiawso
- Sekondi Takoradi
- Shama
- Suaman
- Tarkwa Nsuaem
- Wassa Amenfi Central
- Wassa Amenfi Este
- Wassa Amenfi Oeste
- Wassa Este